# Гопала-Кришна
Гопа́ла (санскр. गोपालकृष्ण, IAST: Gopālakṛṣṇa, в буквальном переводе с санскрита «пастух коров») — одна из форм Кришны в индуизме, Кришна как ребёнок-пастушок, очаровывающий девочек-пастушек гопи и привлекающий звуком своей флейты самого Камадеву. Культ Кришны-Гопалы исторически был одной из самых ранних форм поклонения в кришнаизме и играл важную роль в ранней истории поклонения Кришне. Учёные полагают, что на более позднем этапе развития этой традиции произошло её слияние с другими традициями поклонения Кришне, такими как бхагаватизм и культ Бала-Кришны, которые наряду с культом Кришны-Васудевы были основой для современного монотеистического кришнаизма.